# Valerij Pidluzjnyj
Valerij Vasilijevitj Pidluzjnyj (ryska: Валерий Васильевич Подлужный, ukrainska: Валерій Василъович Підлужний, - Valerij Vasyljovitj Podluzjnyj), född 22 augusti 1952 i Donetsk, Ukrainska SSR, Sovjetunionen, död 4 oktober 2021 i Brovary, Ukraina, var en sovjetisk friidrottare inom längdhopp.
Han tog OS-brons i längdhopp vid friidrottstävlingarna 1980 i Moskva.